# Autoroute A 701
Die Autoroute A 701 war eine französische Autobahn, die die Stadt Saran mit der Autobahn A 10 nördlich von Orléans verband. Im Jahr 2006 wurde sie zur D 2701 abgestuft.